# Centre d'investigation et de technologie industrielle de Cantabrie
Le Centre d'investigation et de technologie industrielle de Cantabrie (CITICAN) est une organisation interdépartementale de l'UNEATLÁNTICO créée pour développer des projets de RDI contribuant à développer l'activité scientifique de Cantabrie et améliorer la société espagnole à travers la promotion d'activités liées au transfert de connaissances.

## Explication
Pour atteindre ses objectifs, cette fondation à but non lucratif a mis en place seule, ou parfois en collaboration avec d'autres entités publiques ou privées, différentes lignes de recherche qui tournent autour de secteurs industriels clé comme celui de l'agroalimentaire, des technologies de l'information, des technologies alimentaires et de la nutrition, entre autres.
Constitué à la fois par le personnel affecté à l'UNEATLANTICO et par un réseau de collaborateurs externes, étudiants et entreprises de divers secteurs, le centre encourage la création de liens de recherche au niveau national et international, spécialement en Europe et en Amérique latine, et sert à inciter les alliances entre les entreprises, les centres technologiques et les différentes universités.
Parmi les objectifs du Centre, on retrouve ainsi l'apport de conseils technologiques à d'autres entités le nécessitant; le développement et la promotion des nouvelles technologies de l'information et de la communication dans l'activité universitaire et pour l'amélioration des méthodes éducatives; la divulgation de la connaissance via des activités de formation ou le soutien de la recherche coopérative entre les entreprises et plus particulièrement les PME.